# Majory
Majory (ukr. Майори) – wieś na Ukrainie, w obwodzie odeskim, w rejonie odeskim. W 2001 liczyła 1414 mieszkańców, wśród których 1183 wskazało jako ojczysty język ukraiński, 175 rosyjski, 32 mołdawski, 1 rumuński, 12 bułgarski, 6 białoruski, 2 gagauski, a 3 inny.